# ابن درید
ابن دُرَیْد از لغت دانان (لغویان) مشهور قرن ۳ و ۴ هجری بود و کتاب جمهره اللغه نوشتهٔ اوست.

## زندگی
محمد بن حسن بن درید لغوی یمانی از نسل یعرب بن قحطان بود.
سال تولد وی ۲۲۳ ق و در محله صالح بصره بوده است.
وی در زمینه ادب و شعر و لغت اساتیدی چون ابوحاتم سجستانی و ریاشی و ابن اخی اصمعی داشته و به سیاحت نیز می‌پرداخت و مدتی در ایران ساکن بود.
اغلب نویسندگان مذهب وی را شیعه دانسته‌اند و اشعاری از وی نیز همین مطلب را ثابت می‌نماید.

## درگذشت
ابن درید در ۱۸ شعبان ۳۲۱ق در بغداد درگذشت.

## آثار
جمهره اللغه ، مقصوره، الاشتقاق و الملاحن و المجتنی و السحاب و اخبار الرواد ۶ کتاب دیگر وی است که در هند، اروپا و دمشق چاپ شده است.